# Vallecorsa
Vallecorsa es una localidad y comune italiana de la provincia de Frosinone, región de Lacio, con 2.918 habitantes.

## Territorio
La ciudad se encuentra en una colina a los pies del Monte Calvilli en Ausoni. Repleta de olivos, se caracteriza por el cultivo en terrazas construidas con muros de piedra seca: el "Macere." Un único en su género, a cientos de kilómetros que se distribuyen por toda la superficie de las colinas que rodean la ciudad, testimonio impresionante de la industria peculiar que distingue al pueblo vallecorsano.

## Historia
Centro de importancia estratégica durante la Segunda Guerra Mundial, ya que se encuentra a ambos lados de la Línea Gustav, que sufrió todo tipo de violencia por parte de las tropas alemanas y marroquíes y el bombardeo continuo y devastador de los  aliados, que causó la muerte de muchos ciudadanos y destrucción total de la ciudad. Los supervivientes se vieron obligados a buscar refugios ocasionales en la montaña, resistiendo el sufrimiento más duro, un admirable ejemplo de valentía y patriotismo. 

## Evolución demográfica
| Gráfica de evolución demográfica de Vallecorsa entre 1861 y 2001 |
|                                                                  |
| Fuente ISTAT - elaboración gráfica de Wikipedia                  |